# Бельбімбре
Бельбімбре (ісп. Belbimbre) — муніципалітет в Іспанії, у складі автономної спільноти Кастилія-і-Леон, у провінції Бургос. Населення — 79 осіб (2010).
Муніципалітет розташований на відстані близько 210 км на північ від Мадрида, 30 км на схід від Бургоса.

## Демографія
Динаміка населення (INE ):